# Julij Cezar (Shakespeare)
Julij Cezar (angleško Julius Caesar) je zgodovinska drama angleškega dramatika Williama Shakespeara. Napisana je bila v zgodnjem obdobju Shakespearovega ustvarjanja in prvič izdana leta 1623, v posmrtno izdani zbirki Shakespearovih gledaliških del (izdaja "First Folio").
Drama je postavljena v čas Cezarjevega umora in posledic umora. Glavne osebe so Julij Cezar, Mark Junij Brut in Mark Antonij. Avtor največ pozornosti posveča osebni drami vodje zarotnikov - morilcev, Bruta, ter spletkam pred in po umoru. Brut bije notranje boje med občutki časti, domoljubja do rimske republike, ki jo je Cezar kot diktator spreminjal, ter prijateljstva in hvaležnosti za naklonjenost, ki mu jo je Cezar izkazoval.
Znamenit obrat v drami povzroči  Mark Antonij z nagovorom ljudstvu, ki ga začenja z besedami (po prevodu Otona Župančiča) "Poslušajte, prijatelji, Rimljani ...". V originalni verziji "Friends, Romans, countrymen, lend me your ears" je med najpogosteje citiranimi vrsticami iz Shakespearjevih del. Antonij mojstrsko stopnjuje učinek: prijatelji, meščani, sodržavljani širi krog ljudi, ki naj bi mu zaupali, nato pa mu uspe, ne da bi neposredno napadel Bruta, odtegniti podporo ljudstva do zarotnikov. Simbolno citat nakazuje politično zvijačnost.
Dramo "Julij Cezar" je, kot več drugih Shakespearejevih del, mojstrsko prevedel Oton Župančič.

#### Sklic na dramo v slovenski politični publicistiki
Politično spletko drame je za slovensko politično dogajanje leta 2015 uporabil Marcel Štefančič jr.